# Burqin (Westjordanland)
Burqin (arabisch برقين) ist eine palästinensische Stadt im nördlichen Westjordanien, die fünf Kilometer westlich von Dschenin liegt. Nach der Volkszählung des Palestinian Central Bureau of Statistics (PCBS) hatte die Stadt im Jahr 2007 5685 Einwohner. Die Mehrheit der Einwohner sind Muslime, auch 20 christliche Familien leben in der Stadt. Die aus der byzantinischen Ära stammende Burqin-Kirche oder St. Georgskirche ist eine der ältesten Kirchen der Welt.

## Geschichte
Burqin ist ein alter Ort, der auf einem Hang liegt, mit alten Steinen, die in den Stadthäusern wiederverwendet wurden.
Burqin wurde im 14. Jahrhundert v. Chr. in den Amarna-Briefen als eine von mehreren Städten erwähnt, die von dem kanaanitischen Kriegsherrn Lab'aia im Sahl Arraba und südlich der Jesreelebene erobert wurden.
Überreste aus den Epochen Bronzezeit, Frühe Bronze IIB, Spätbronze III Eisenzeit, Eiszeit, Spätrömisch, Byzantinisches, Umayyaden/Abbasiden, Mittelalterliche und frühe Osmanische Ära wurden in Burqin gefunden.

### Osmanische Ära (1517–1920)

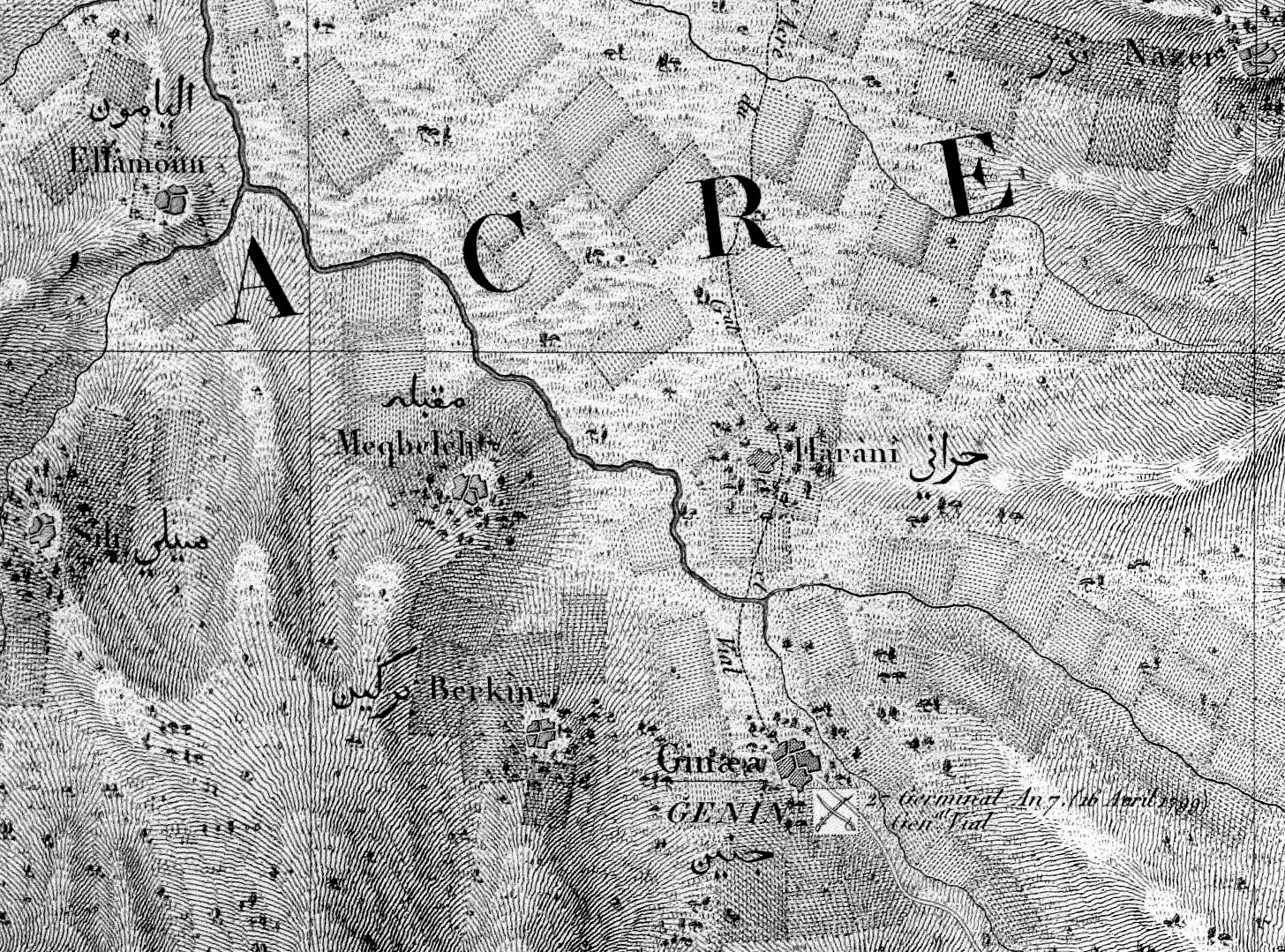
Burqin und vicinity 1799

Im Jahr 1517 wurde Burqin zusammen mit dem restlichen Palästina in das Osmanische Reich eingegliedert, und in den Steuerregistern aus dem Jahr 1596 erschien es als Bruqin. Die Bevölkerung bestand aus 23 Haushalten und 4 Junggesellen, alle Muslime. Sie zahlten einen Steuersatz von 33,3 % auf landwirtschaftliche Erzeugnisse, darunter Weizen, Gerste, Sommerkulturen, Olivenbäume, gelegentliche Einnahmen, Ziegen und Bienenstöcke; insgesamt 7980 Akçe.
Im Jahr 1799 platzierte Pierre Jacotin das Dorf „Berkin“ fast gerade westlich von Dschenin auf seiner Karte. Im Jahr 1838 verlegte Edward Robinson Burqin in den Bezirk von Dschenin, auch „Haritheh esh-Shemaliyeh“ genannt.
Der französische Forschungsreisende und Amateurarchäologe Victor Guérin besuchte im Jahr 1863 den damals von 90 Griechisch-Orthodoxen Christen und 910 Muslims bewohnten Ort und fand ungefähr 30 ausgegrabene Zisternen, die er als Beweis für den Aufbau des Ortes auf einer alten Siedlung wertete.
Im Jahr 1882 beschrieb der Palestine Exploration Fund Burkin als „Ein Dorf der griechischen Christen, mit einer kleinen modernen Kirche für den griechischen Ritus, auf der Seite eines weißen Hügels, mit einem guten Brunnen im Norden und Olivenbäumen in der Nähe.“

### Britisches Mandat 1920–1948
In der Volkszählung von Palästina 1922, die von der britischen Mandatsregierung durchgeführt wurde, hatte Burqin 883 Einwohner; davon 871 Muslime und 12 Christen. Dies erhöhte sich auf 1086 in der Volkszählung von 1931; 76 Christen, der Rest Muslime, in insgesamt 227 Häusern.
Laut der Dorfstatistik von 1945 war die Bevölkerung von Burqin auf 1540 Menschen angewachsen, mit 19.447 Dunam Land, nach einer offiziellen Land- und Bevölkerungsumfrage. Davon wurden 3.902 Dunam für Pflanzungen und bewässerbares Land verwendet, 11.219 Dunam für Getreide, 36 dunam wurden bebaut.

### 1948 bis zur Gegenwart
Im Zuge des Palästinakrieges und nach den Waffenstillstandsvereinbarungen 1949 kam Burqin unter jordanische Herrschaft.
Seit dem Sechs-Tage-Krieg im Jahre 1967 ist Burqin unter israelischer Besatzung. Seit 1995 steht Burqin unter Palästinensischer Autonomie.
In Burqin gab es seit 1967 zahlreiche Auseinandersetzungen mit der israelischen Besatzungsmacht mit sehr vielen Toten und Verletzten in der Bevölkerung.

## Tourismus
Burqin und das palästinensische Tourismusministerium arbeiten daran, die Burqin-Kirche (St. Georgskirche) als Touristenziel zu vermarkten. Einrichtungen in der Stadt werden verbessert, um mehr Touristen empfangen zu können. Die USA (USAID) finanzieren ein Projekt zur Renovierung eines alten Gebäudes in ein Zentrum für Touristen, wo ihnen allgemeine Vorlesungen und Filmvorführungen angeboten werden können, bevor sie die Kirche und andere historische Orte in der Stadt besuchen.
Die Gemeinde steht mit der UNESCO in Verhandlungen über die Aufnahme der Stadt als Weltkulturerbe.